# Softgarage
株式会社Softgarage（ソフトガレージ）は、キャラクター商品やゲーム、音楽、映像などの製作・企画を行う日本の企業である。

## グループ
映像製作・原版保有・版権管理・出版・キャラクター商品の制作を主たる業務とするSoftgarageを中心に、各種映像ソフトの国内販売を主たる業務とするJSDSS、映像制作・海外配給販売を主たる業務とするSg-me、国内テレビ番組販売を主たる業務とするPowerful TVの各部門が各々独立した法人としての役割を担い、運営を行っている。Sg-TVというビデオ・オン・デマンドのサービスも行っていたが、2014年に一旦終了。その後、2017年に再開。

## 主要作品

### 映像
- がぁーでぃあんHearts
  - がぁーでぃあんHearts ぱわ～あっぷ!（いずれもOVA版）
- Wind -a breath of heart-（OVA版）
- らいむいろ流奇譚X
- 下級生2〜瞳の中の少女たち〜
- GR-GIANT ROBO-
- _summer（OVA版）
- ナチュラル・ウーマン2010
- 難波金融伝・ミナミの帝王
- エタニティ 〜深夜の濡恋ちゃんねる♡〜[注釈 1]
- バトルアスリーテス大運動会ReSTART!
- おいら宇宙の探鉱夫（Blu-ray Disc）[8]
- ピーター・グリルと賢者の時間 Super Extra[9]
- 異世界ワンターンキル姉さん 〜姉同伴の異世界生活はじめました〜[10][11]

### グッズ
- 水木しげる妖怪原画集 妖鬼化シリーズ
- 魔獣王（復刻版の発売元）
- すーぱーそに子や閃乱カグラなどのマウスパッド